# Stade olympique de Merlebach
Maillots
Dernière mise à jour : 31 octobre 2024.
Le Stade olympique de Merlebach abrégé en SO Merlebach ou SOM est un club de football français fondé en 1925 et situé à Freyming-Merlebach en Moselle.
Ne connaissant pas de grands succès au cours de son histoire, le club a tout de même évolué en Division 2 lors de la saison 1970-1971.

## Historique

### Fondation (1925 - 1945)
Le football fait son apparition dans l'est mosellan vers les années 1900-1905, à l'époque du Reichsland Alsace-Lorraine. Petite-Rosselle, Forbach et Stiring-Wendel sont les premiers à fonder des clubs structurés avant la Première Guerre mondiale. En 1918, émerge le premier club de Merlebach, la Société Sportive de Merlebach (SSM). Sur les installations sommaires du Bremerhoff, elle fait jeu égal avec les meilleures formations régionales comme l'AS Metz, le CA Metz (le futur FC Metz), mais aussi des formations de la ville alsacienne de Strasbourg, du Luxembourg ou encore de Sarrebruck en Allemagne. En 1925, L'Union Lorraine de Merlebach (ULM) voit le jour en tant que club omnisports, mais avec plus de moyens que la SSM, car placé sous l'égide de la Société Houillère "Sarre et Moselle".
Sa croissance est telle que, en 1927, les membres sportifs de l'ULM, réunis en assemblée extraordinaire, votent la dissolution de la section football de cette association et fondent le Stade Olympique de Merlebach (SOM), appellation choisie parce que le futur terrain de Belle-Roche (inauguré en 1928) aura les mêmes dimensions que le Stade olympique de Colombes. Le SOM s'affilie à la Fédération française de football et à la Ligue de Lorraine de football le 23 août 1926. Elle dispute le championnat régional de 3e série sur le stade du Bremerhoff.
La fusion est alors envisagée puis voulue par le SOM et la SSM, mais chacun veut imposer sa dénomination. La décision se fera sur le terrain: le club vainqueur continuera sous son nom, le club vaincu sera dissous. Le match a lieu au stade des Barrières, le fief de la SSM : Le Stade Olympique de Merlebach l'emporte 3-1, imposant ainsi son nom pour l'avenir. Le club gravit alors les différents échelons de la hiérarchie: 2e série en 1928-29, 1re série en 1929-1930, Promotion d'Honneur en 1934-1935, pour atteindre la Division d'Honneur en 1936-1937 et obtenir son premier titre de champion de Lorraine en 1938-1939, juste avant la Seconde Guerre mondiale.
En juillet 1940, durant la Seconde Guerre mondiale, la Moselle est annexée à l'Allemagne et plus particulièrement au Gau Westmark avec la Sarre et le Palatinat. Le SOM doit changer de nom et s'appelle désormais la Turn- und Sportgemeinschaft (TSG) Merlenbach (orthographié à l'allemande avec un n). La guerre suspend alors la carrière de joueur professionnel de Marcel Muller avec le FC Metz. Il n'a que 24 ans et signe au SO Merlebach dont il sera le plus grand joueur de l'histoire du club.
À l'issue de la saison 1942-1943, le TSGM remporte la Bezirksliga de Moselle (D2) et gagne ainsi son billet pour la Gauliga Westmark (D1), où il rejoint deux autres mosellans, le FV Metz (FC Metz) et le TSG Saargemünd (AS Sarreguemines). C'est lors de cette saison 1943-1944 que le SOM / TSGM sera opposé aux prestigieux clubs du FC Sarrebruck, FV Metz, Borussia Neunkirchen ou encore du FC Kaiserlautern. L'équipe finira huitième sur dix équipes, devançant le FC Speyer et le FC Kaiserslautern. La saison suivante, la Gauliga Westmark sera dissoute et le SO Merlebach fera son retour dans le football français.

### L'âge d'or (1945 - 1971)
Ce n'est qu'après la fin de la Seconde Guerre mondiale que le SO Merlebach prend sa véritable dimension. À partir de la saison 1945-1946, sous l'impulsion de l'entraîneur Marcel Muller, il participe vingt-cinq fois au Championnat de France amateurs (Division 3 ou CFA), dont treize saisons consécutives de 1948-1949 à 1960-1961. Lors de la saison 1950-1951, le club atteint pour la première fois les 1/16èmes de finales de la Coupe de France mais s'incline lourdement face à l'AS Saint-Étienne sur le score de trois buts à zéro. Descendu de CFA, le SOM le retrouve en 1966, en même temps que son grand rival, l'US Forbach, qui abandonne le professionnalisme.
En 1969-1970, Le club finit 4e du CFA Est, lui ouvrant les portes de la nouvelle Division 2. Lors des trois dernières journées (alors que la création de cette nouvelle Division 2 était officialisée le 19 avril 1970), le SO Merlebach battait successivement les Pierrots de Strasbourg (Vauban Strasbourg, futur champion de France de CFA 1969-1970) et le FC Mulhouse avant de gagner son billet pour la Division 2 le 17 mai 1970 en battant la réserve du CS Sedan-Ardennes au stade de la Belle Roche. Cette saison-là, Merlebach surclassera l'US Forbach à deux reprises, 4-0 à Forbach, 3-0 à Merlebach.
Mais cette saison 1970-1971 de Division 2 tournera au cauchemar pour l'équipe de l'entraîneur Gaston Loeffler et du président Jean Moritz : Le SOM termine dernier du groupe Nord avec seulement 14 points, ne remportant que 2 de ses 30 matches, faisant 10 nuls et encaissant 18 défaites, marquant 27 buts pour en encaisser 57. Seuls l'équipe réserve du FC Sochaux-Montbéliard et l'AS Creil s'inclineront dans le bassin minier. Lors de la saison 1971-1972 en Division 3, le SO Merlebach redescend à nouveau, cette fois en Division d'Honneur, pour trois petits points.

### Reconstruction (1972 - 1980)
Le creux de la vague était atteint en 1975, année à partir de laquelle le club fut revitalisé avec l'arrivée à maturité de jeunes joueurs, la venue de nouveaux dirigeants et de l'entraîneur Robert Szczepaniak. Deuxième de Division d'Honneur en 1978 derrière l'US Forbach, le SOM réalisait un coup de maître pour sa première année au sein la Division 4 en remportant le titre, retrouvant du même coup la Division 3, sept ans après. Robert Szczepaniak partira alors au Thionville FC, qui accédait à la Division 2 et au professionnalisme.

### Déclin (1981 - 2012)
Durant sept saisons, le club joue le maintien en Division 3 avant sa descente lors de la saison 1985-1986 terminant avant-dernier de son groupe. De retour en Division 4, le club se stabilise durant deux saisons avant de s'écrouler une nouvelle fois lors de la saison 1988-1989.
Le club restera dans le championnat de Division d'Honneur jusqu'en 2003-2004 (malgré un passage rapide en CFA 2 durant l'exercice 1998-1999) avant de tomber durant de longues années en Promotion d'Honneur.

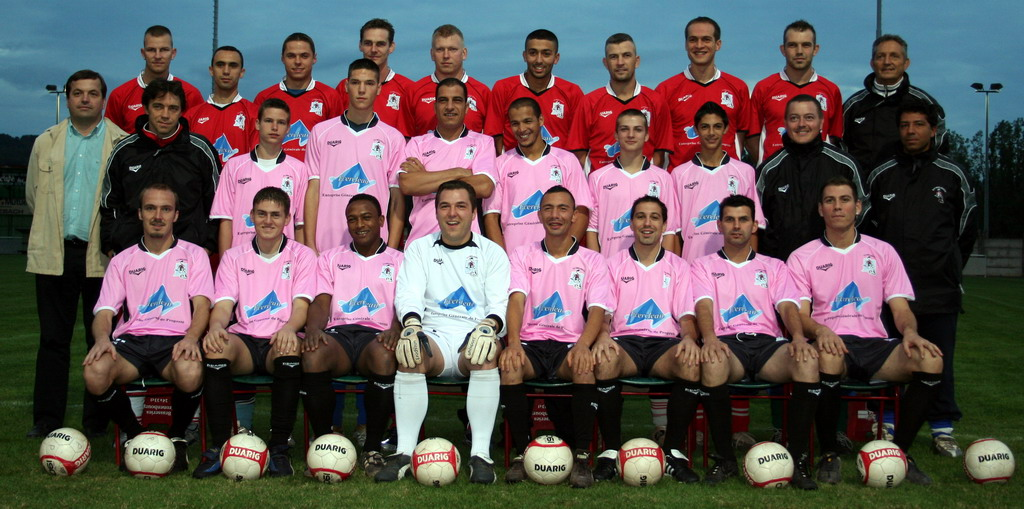
Le SO Merlebach en 2006.

### Tentative de remontée (depuis 2012)
Le club obtient régulièrement de bons résultats lors des saisons en Promotion d'Honneur. C'est lors de la saison 2022-2023 que le club remporte enfin le titre de champion de Régional 3.

## Identité

Logo jusqu'en 2019.
Logo depuis 2019.

## Palmarès
Le tableau suivant récapitule les performances du SO Merlebach dans les différentes compétitions officielles françaises.
| Compétitions nationales                                                                                         | Compétitions régionales | Compétitions disparues           |
| --- | --- | -------------------------------- |
| - Division 4 - Vainqueur de groupe : 1979. - Coupe de France - Meilleure performance : 1/16e de finale en 1951. | - Championnat de Lorraine (4) - Champion : 1939, 1947, 1948 et 1966. - Coupe de Lorraine (4) - Vainqueur : 1953, 1956, 1984 et 1999. | - Bezirksliga - Champion : 1943. |

## Personnalités du club

### Joueurs
|                                                                                 |                                                                          |
| - Jean-Marie Aubry - François Konrady - Raymond Houselstein - Jean-Claude Nadon | - Johnny Schuth - Philippe Schuth - Claude Andrès - Philippe Flucklinger |

### Entraîneurs
- 1949-1958 :  Henri Hiltl
- 1975-1979 :  Robert Szczepaniak
- 1981-1985 :  Robert Szczepaniak

### Présidents
- 1925-1927 :  Jean Gobert (UL Merlebach)
- 1927-1939 :  Clément Lasserre
- 1945-1948 :  Serre
- 1948-1958 :  Dr Léon Ruyssen
- 1958-1964 :  Théodore Nicolay
- 1964-1969 :  Alphonse Heintz
- 1969-1971 :  André Moritz
- 1971-1973 :  André Litscher
- 1973-1975 :  Nivoix
- 1975-1983 :  Constant Brasse
- 1983-1988 :  André Charnal
- 1988-1989 :  François Tatto
- 1989-1992 :  Roland Hanser
- 1992-2000 :  Marc Bakalara
- 2000-nov. 2007 :  Pierre Frank
- Nov. 2007-Jui. 2019 :  Frédéric Baffelli
- Jui. 2019- :  Emmanuel Levier